# Grand (Mölndal)
Grand var en biograf på Göteborgsvägen 1 i Mölndal, som öppnade 26 december 1938. Drevs av Royalbiograferna/Sandrews. Stängde 1966.